# تفيند

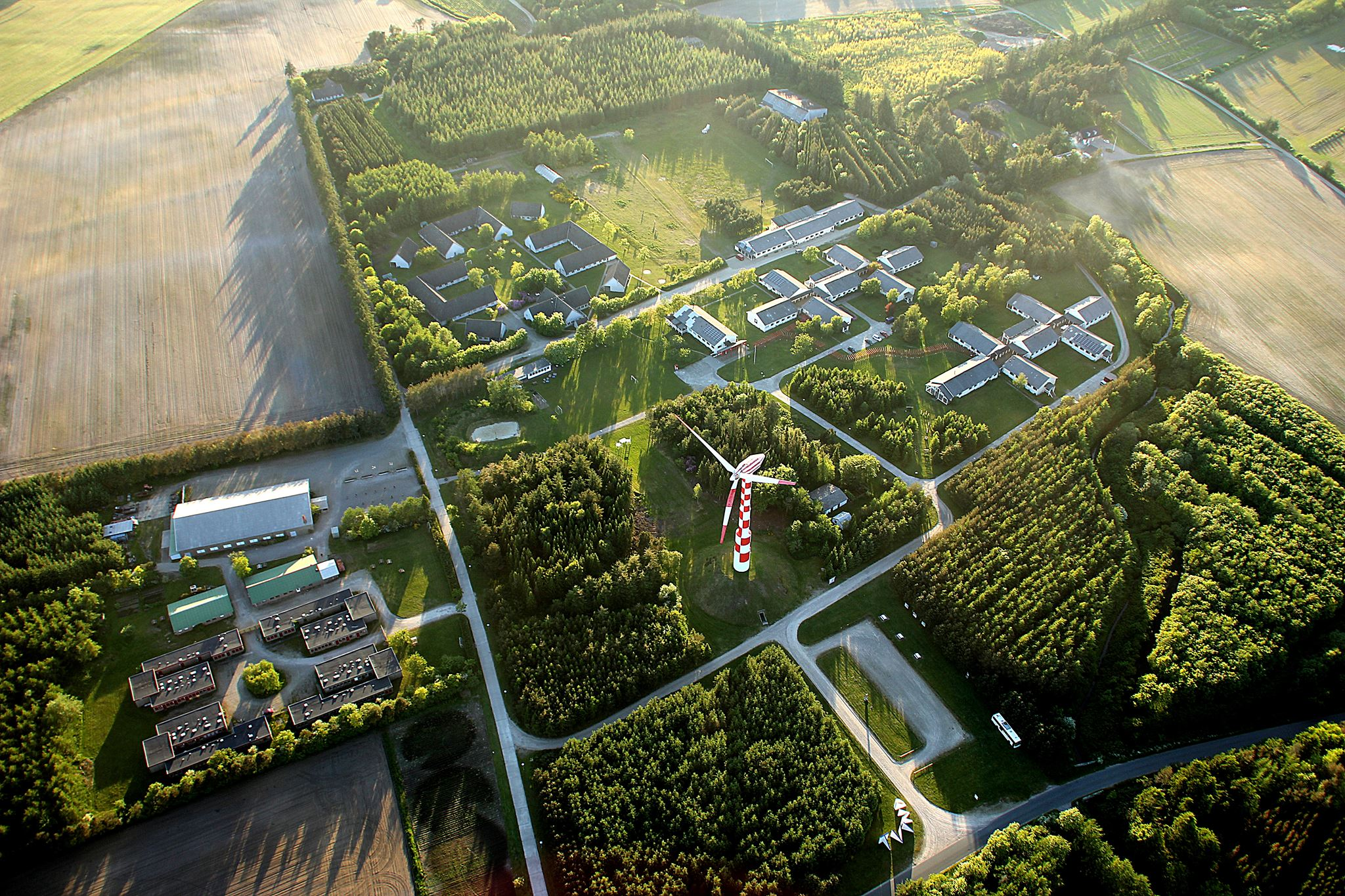
تفيند مُصوَّرة من منطاد هواء ساخن.

تفيند (بالإنجليزية: Tvind) هو الاسم غير الرسمي لأحد المدارس الخاصة والمنظمات الإنسانية والشركات في الدنمارك. تأسست في عام 1970، والتي يدعي أنها كانت القوة الدافعة وراء العديد من البيداغوجية، وقد نمت تغييرات عديدة في الدنمارك، إلى أكثر من 30 مدرسة خاصة في جميع أنحاء الدنمارك، كبديل لنظام التعليم الرسمي في الدنمارك، وكانت المدارس تفيند المثيرة للجدل في برامجها والمواقف في التعليم على وجه الخصوص، فقد كان تدريب المعلمين ضروري، فهي تربي معلمي المدارس الابتدائية والثانوية، وكانت مؤثرة جدا على مر السنين.
من المعروف أن المعلمين الذين أسسوا تفيند باسم الجماعة المعلمين وفقا لملخص 2001 حالة من قبل الشرطة الدنماركية والدنمارك والمدعي العام للجرائم الإقتصادية الخطيرة، وأنشطة فريق المعلمون وبحلول عام 1992 «وسعت إلى ما هو أبعد من النشاطات المدرسية» وقيل إن هذه الأنشطة لتشمل العالم الثالث مزارع الفاكهة والمزارع ومصانع الأحذية، مناشر، وكالات المعونة، ومحلات الملابس المستعملة، وكذلك تأجير السفن والممتلكات والحاويات.
منذ فترة طويلة تيفند متورطة في الجدل، في العديد من تقارير وسائل الإعلام في جميع أنحاء العالم، فضلا عن التحقيقات التي أجرتها حكومات أوروبية عدة ويزعم أنه في الواقع تفيند هي عبادة السياسية المشاركة في الأنشطة الإجرامية المالية.